# Надия (Краматорский район)
Надия (укр. Надія; до 2024 года — Надеждовка, укр. Надеждівка) — село в Александровской поселковой общине Краматорского района Донецкой области Украины.

## Общие сведения
Население по переписи 2001 года составляло 75 человек. Почтовый индекс — 84005. Телефонный код — 6269.